# Palavras (álbum)
Palavras é um álbum de estúdio da cantora brasileira Lauriete, lançado em 1999. Sendo um dos seus maiores sucessos, cantados até os dia de hoje, com produção musical de Jairinho Manhães, foi seu primeiro álbum por sua gravadora própria, a Praise Records.
O álbum é geralmente mencionado – ao lado de Com Muito Louvor (1999), de Cassiane – como o registro musical que estabeleceu o termo "pentecostal" nas gravações evangélicas de sonoridade influenciada pelo power pop. Em 2018, foi considerado pelo portal Super Gospel o 13º melhor álbum da década de 1990.

## Produção
Durante a fase de preparação do álbum, a cantora Lauriete havia separado juntamente com o compositor Roberto Carlos de Oliveira, compositor de outras músicas da artista, a canção "Diálogo com Deus", gravada originalmente pela  cantora Shirley Carvalhaes. Lauriete tinha a pretensão de gravar essa canção de forma inédita e havia retornado para buscar os direitos autorais da música. Todavia, o compositor já havia passado a canção para Shirley Carvalhaes. Lauriete pretendeu regravar "Diálogo com Deus" mesmo assim, mas o compositor se comprometeu a compor uma canção inédita e exclusiva para a artista. Surgiu, daí a canção "Palavras".[carece de fontes?]

## Projeto gráfico
O álbum Palavras possui duas versões de projeto gráfico, a do álbum principal e a do playback. A versão playback, a artista aparece sorrindo em outra fotografia.[carece de fontes?]

## Lançamento e recepção
| Críticas profissionais | Críticas profissionais |
| Avaliações da crítica  | Avaliações da crítica  |
| Fonte                  | Avaliação              |
| ---------------------- | ---------------------- |
| Super Gospel           | [ 4 ]                  |

O álbum Palavras iria ser lançado pela MK Music. No entanto, Lauriete conseguiu os direitos da gravadora Praise Records, lançando assim o álbum com seu próprio selo em 1999 de forma independente. Com os anos, o projeto ficou reconhecido como um dos álbuns mais importantes da carreira de Lauriete. Em crítica retrospectiva de 20 anos no portal Super Gospel, o disco foi classificado com 4,5 estrelas de 5 com o comentário de que se trata de "um dos melhores registros pentecostais de sempre".
Anos depois, o projeto foi lançado nas plataformas digitais junto com sua versão instrumental (playback). Esta edição se diferenciou pela remoção da canção "O Teu Olhar", que continha um dueto entre Lauriete e seu ex-marido, Reginaldo Almeida.

## Legado
A canção "Palavras", faixa que intitula o álbum, se tornou um dos maiores hits nacionais da música gospel brasileira e um dos álbuns mais comercializados da indústria fonográfica evangélica. No ano de 2001, após a grande repercussão do álbum "O Segredo é Louvar", a cantora Lauriete, lança seu primeiro VHS Ao Vivo integrando uma nova versão dessa canção, "Palavras". Em 2004, a artista lança o seu 1° DVD Ao Vivo gravado no estado do Espírito Santo em comemoração a estreia do seu álbum "Milagre", lançado em 2003, esse projeto possui a 2° versão da canção "Palavras". Chegou o ano de 2006, e cantora Lauriete lança o CD e DVD "Deus - Ao Vivo", em comemoração ao grande sucesso do álbum antecessor lançado em 2005. Nesse mesmo DVD, a artista integra um Medley contendo alguns dos maiores hits da sua carreira, entre eles, "Palavras". 
Mas foi nos anos de 2011 e 2012 que a canção recebe mais notoriedade na era digital. Em 2011, a artista juntamente com as cantoras Cassiane, Damares e Elaine de Jesus participam da gravação do evento comemorativo da gravadora Sony Music em decorrência dos "100 Anos do Movimento Petencostal". Entre as apresentações solos, a cantora Lauriete interpreta ao vivo a canção "Palavras", versão reproduzida pelo maestro Jairinho Manhães, que soma mais de 35 milhões de streaming nas plataformas digitais. Em 2012 em comemoração aos seus 30 anos de carreira, a artista lança uma coletânea com canções que marcaram a sua carreira contendo uma faixa inédita, "Tô na Mão de Deus", canção que intitula o álbum. A nova versão da música "Palavras" que o integra, se resume em uma releitura com uma produção mais moderna e contemporânea produzida pelo produtor Samuel Ribeiro.

## Faixas
| N.º | Título                | Compositor(es)                | Duração |  |
| 1.  | "Espírito de Deus"    | Léa Mendonça                  | 4:40    |  |
| 2.  | "Glorifica"           | Elizeu Gomes                  | 5:01    |  |
| 3.  | "Palavras"            | Roberto Carlos de Oliveira    | 5:23    |  |
| 4.  | "Louvor (Salmos 134)" | Ademilson e Valmir            | 4:12    |  |
| 5.  | "Frutos da Oração"    | Jorge Binah                   | 4:16    |  |
| 6.  | "Em Nome de Jesus"    | Lauriete                      | 3:54    |  |
| 7.  | "Coração Legal"       | Roque Lírio                   | 3:47    |  |
| 8.  | "Operando Milagres"   | Roque Lírio                   | 4:49    |  |
| 9.  | "Varão de Glória"     | Washington Luiz e Cytia Perez | 3:55    |  |
| 10. | "O Teu Olhar"         | Léa Mendonça                  | 4:09    |  |
| 11. | "Cristo Vive"         | Paulo André                   | 2:54    |  |
| 12. | "Vencendo Vem Jesus"  | A.D.                          | 4:55    |  |

## Ficha Técnica
- Gravado em Março de 99, no Reuel Studio
- Arranjos, Produção Musical e Regência: Jairinho Manhães
- Técnico de Gravação: Edinho
- Masterização: Toney Fontes
- Mixagem: Edinho e Jairinho
- Teclado: Rogério Vieira e Jairinho
- Percussão: Zé Leal
- Bateria: Sidão
- Acordeon: Agostinho Silva
- Trompete: Dum Dum
- Trombone: Bira
- Sax e Flauta: Jairinho
- Oboé: Jairinho
- Trompa: Eliézer Conrado
- Violinos: Alexandre Schubert, Ludmila Fernandes, Sônia Maria e Bailon Francisco
- Violão: Jorge Aguiar e Mindinho
- Baixo: Marcos Natto e Fernando Gaby
- Bandolim e Cavaquinho: Sérgio Alcântara
- Back Vocal: Cassiane, Eyshila, Jozyanne, Kátia Santana, Betânia Lima e Marquinhos Menezes
- Designer Gráfico: Adriana Félix
- Foto: Alberto Vilar[5]